# Per Kjellin
Per Henning Kjellin (ur. 9 maja 1960 w Borås) – szwedzki judoka. Olimpijczyk z Los Angeles 1984, gdzie zajął czternaste miejsce w wadze półśredniej.
Uczestnik mistrzostw świata w 1981 i 1983. Brązowy medalista mistrzostw Europy w 1985, siódmy w 1982 i 1984. Wygrał mistrzostwa nordyckie w 1982 roku. 

## Letnie Igrzyska Olimpijskie 1984
| Konkurencja | Eliminacje              | Eliminacje             | Klas. końcowa |
| Konkurencja | Przeciwnik I            | Przeciwnik II          | Miejsce       |
| ----------- | ----------------------- | ---------------------- | ------------- |
| 78 kg       | Thomas Haasmann (AUT) Z | Mircea Frățică (ROU) P | 14.           |